# アクス地区
アクス地区（アクスちく）は、中華人民共和国新疆ウイグル自治区に位置する地区級行政単位。古来シルクロードの重鎮であるオアシス都市アクスを中心とする。人口ではウイグル族が74.6％、漢族が24.1％を占める。

## 地理
天山南麓、タクラマカン砂漠北縁に位置し、東はバインゴリン・モンゴル自治州と接し、南はタクラマカン砂漠を隔ててホータン地区を望む。西南はカシュガル地区、西北はキルギス共和国及びカザフスタン共和国と国境を接する。

## 行政区画
2県級市・7県を管轄する。
- 県級市：
  - アクス市（阿克蘇市）
  - クチャ市（庫車市）
- 県：
  - シャヤール県（沙雅県）
  - トクス県（新和県）
  - バイ県（拝城県）
  - オンスー県（温宿県）
  - ウシュトゥルファン県（烏什県）
  - カルピン県（柯坪県）
  - アーバード県（阿瓦提県）

| アクス地区の地図 |
| --- |
| アクス市 (アクス市飛地） クチャ市 オンスー県 シャヤール県 トクス県 バイ県 ウシュトゥル · ファン県 アーバード県 カルピン県 |

### 年表
この節の出典

#### 新疆省アクス専区
- 1949年10月1日 - 中華人民共和国新疆省アクス専区が成立。アクス県・クチャ県・シャヤール県・トクス県・バイ県・オンスー県・ウシュトゥルファン県・カルピン県・アーバード県・アクチ県が発足。(10県)
- 1954年2月1日 - アクス専区が南疆行政公署アクス専区に改称。

#### 新疆省南疆行政公署アクス専区
- 1954年7月14日 - アクチ県が南疆行政公署クズルス・キルギス自治州に編入。(9県)
- 1955年9月13日 - 新疆ウイグル自治区の成立により、新疆ウイグル自治区南疆行政公署アクス専区となる。

#### 新疆ウイグル自治区南疆行政公署アクス専区
- 1956年4月21日 - 南疆行政公署アクス専区がアクス専区に改称。

#### 新疆ウイグル自治区アクス地区
- 1958年5月29日 - オンスー県がアクス県に編入。(8県)
- 1962年10月20日 - アクス県の一部が分立し、オンスー県が発足。(9県)
- 1975年1月30日 - アクス専区がアクス地区に改称。(9県)
- 1983年8月19日 - アクス県およびオンスー県の一部が合併し、アクス市が発足。(1市8県)
- 2002年9月17日 - アクス市の一部が分立し、自治区直轄県級行政区のアラル市となる。(1市8県)
- 2013年1月23日 - アクス市・アーバード県・カルピン県の各一部がアラル市に編入。(1市8県)
- 2019年11月20日 - クチャ県が市制施行し、クチャ市となる。(2市7県)

## 交通

### 航空

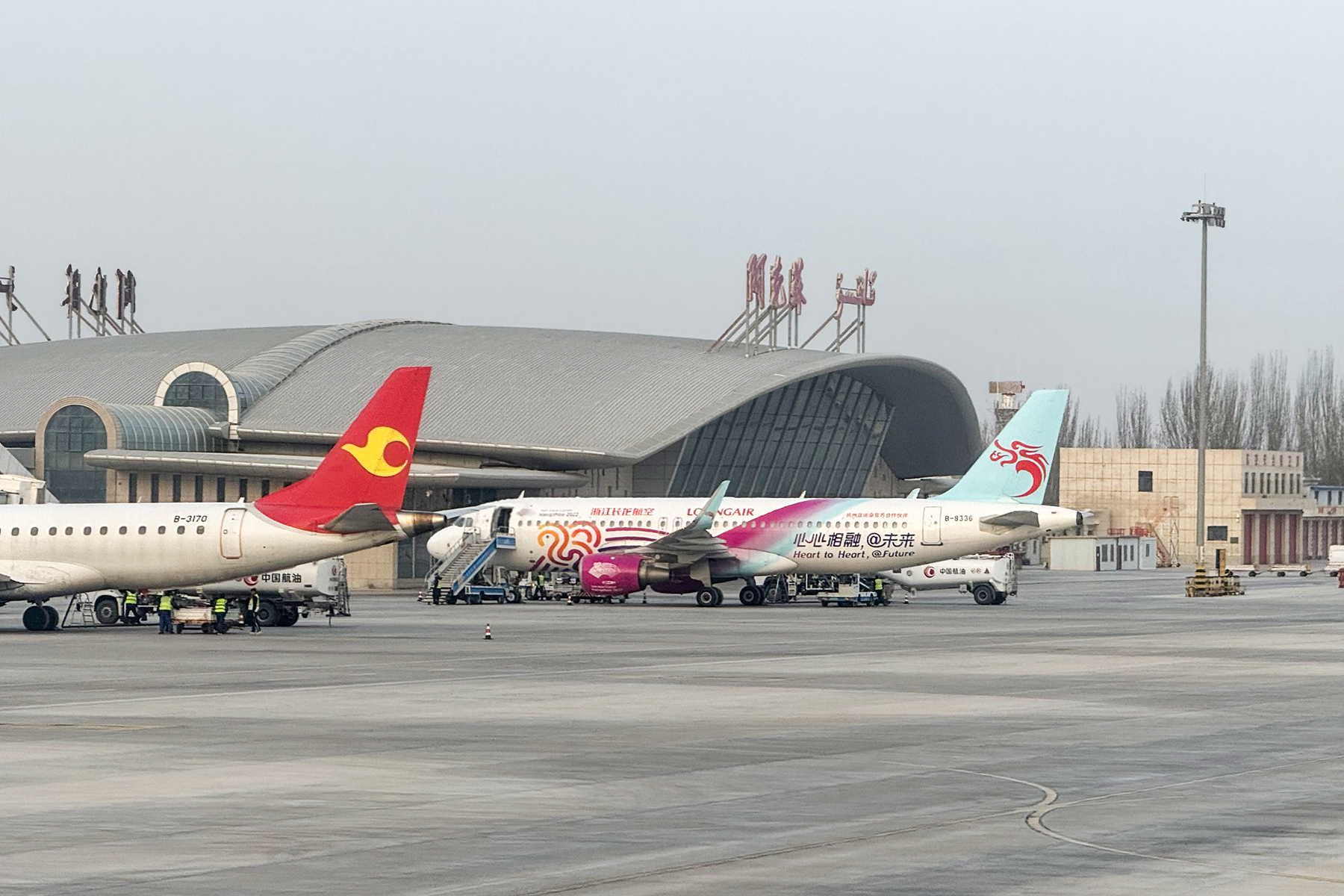
アクス空港

- アクス空港
- クチャ空港

### 鉄道

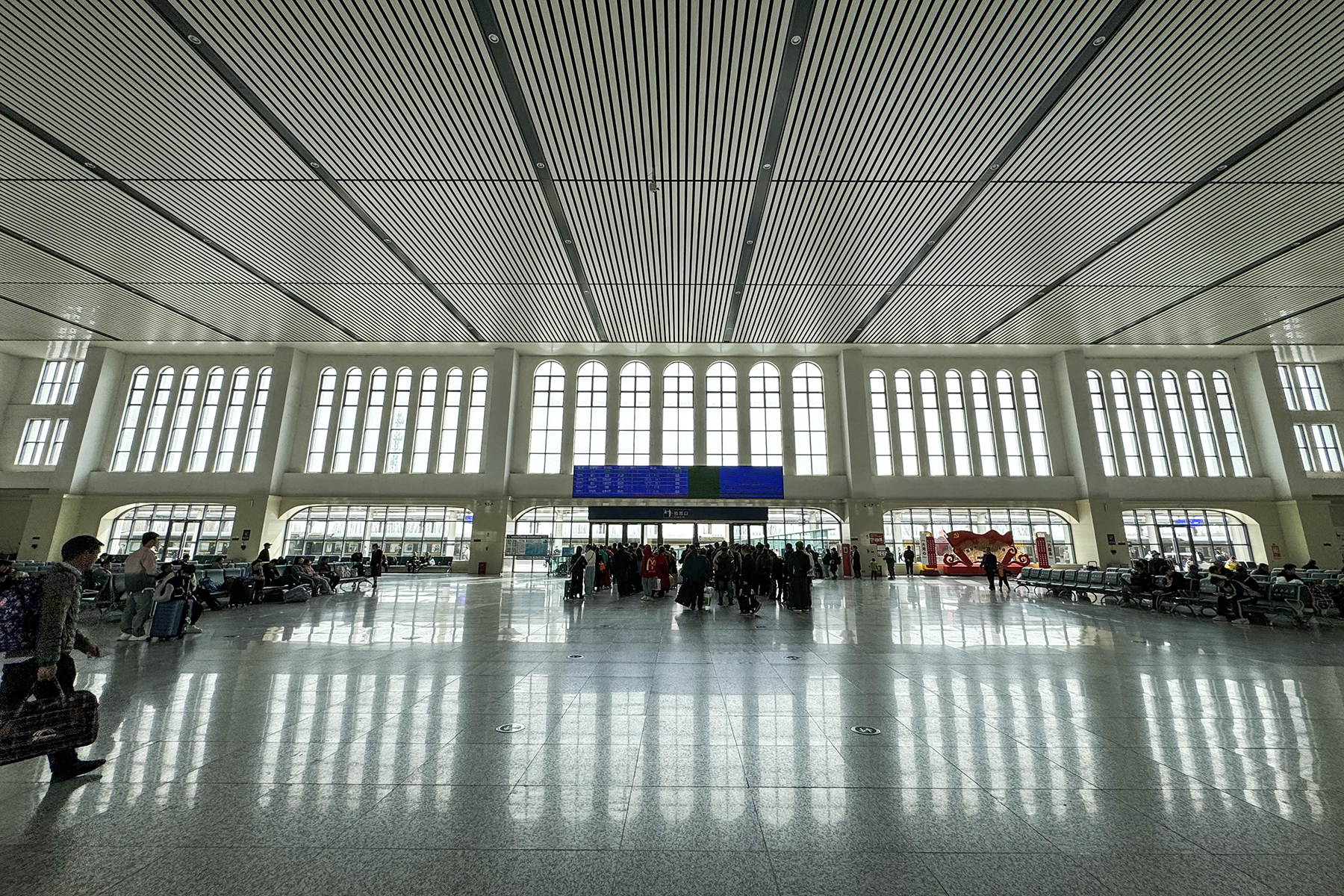
南疆線アクス駅

- 中国国家鉄路集団
  - 南疆線
  - 阿阿線

### 道路
- 高速道路
  -  吐和高速道路
- 国道
  - G217国道
  - G219国道
  - G314国道
  - G580国道

## 観光
クチャ市のキジル千仏洞やクチャ古城が名高い。

## 事件
ウイグル族と漢族による民族対立から、しばしば暴力や爆発事件が発生。2014年1月には、アーバード県とトクス県で警官、公安当局者が負傷する規模の衝突、爆発事件が発生した。